# ورد داودي
ورد داودي (الاسم العلمي:Rosa davidii) هو نوع من النباتات يتبع جنس الورد من الفصيلة الوردية.